# YMO versus THE HUMAN LEAGUE
『YMO versus THE HUMAN LEAGUE』（ワイエムオー・バーサス・ザ・ヒューマン・リーグ）は、イエロー・マジック・オーケストラ（YMO）のリミックス・アルバム。1993年4月21日にアルファレコードからリリースされた。

## 背景
イギリスのテクノポップバンドであるヒューマン・リーグによるリミックス・アルバムで、マーク・ギャンブルがリミックスを担当した。

## 批評
| 専門評論家によるレビュー | 専門評論家によるレビュー |
| レビュー・スコア         | レビュー・スコア         |
| 出典                     | 評価                     |
| ------------------------ | ------------------------ |
| CDジャーナル             | 否定的                   |

- 音楽情報サイト『CDジャーナル』では、サウンドに関して「『ビハインド・ザ・マスク』は原曲をとどめないほどの彼ららしいコーラス・アレンジ」としながらも「カタコトの日本語での『君に胸キュン』はガイジン選手権みたいで大笑い」と否定的に評価している[1]。

## 収録曲
| 全編曲: YMO、ヒューマン・リーグ、マーク・ギャンブル。 |                                                                                               |                                         |                              |                    |       |
| #                                                     | タイトル                                                                                      | 作詞                                    | 作曲                         | リミックス         | 時間  |
| 1.                                                    | 「BEHIND THE MASK」(ビハインド・ザ・マスク)                                                   | クリス・モズデル、マイケル・ジャクソン  | 坂本龍一                     | マーク・ギャンブル | 3:48  |
| 2.                                                    | 「KIMI NI MUNE KYUN」(君に、胸キュン。)                                                       | - 松本隆 - 英語詞: フィリップ・オーキー | 細野晴臣、坂本龍一、高橋幸宏 | マーク・ギャンブル | 3:54  |
| 3.                                                    | 「KIMI NI MUNE KYUN (EXTENDED VERSION)」(君に、胸キュン。 (エクステンディッド・ヴァージョン)) | - 松本隆 - 英語詞: フィリップ・オーキー | 細野晴臣、坂本龍一、高橋幸宏 | マーク・ギャンブル | 5:52  |
| 4.                                                    | 「FIRECRACKER - TONG POO (BONUS TRACK)」(ファイアー・クラッカー - 東風（ボーナス・トラック）) |                                         | マーティン・デニー、坂本龍一 | マーク・ギャンブル | 7:51  |
| 合計時間:                                             | 合計時間:                                                                                     | 合計時間:                               | 合計時間:                    | 合計時間:          | 21:25 |

## 曲解説
1. BEHIND THE MASK (ビハインド・ザ・マスク)
  - マイケル・ジャクソンのカバーバージョンを基にリミックスされた。
2. KIMI NI MUNE KYUN (君に、胸キュン。)
  - 歌詞はフィリップ・オーキー（英語版）による英語であるが、「君に胸キュン」の部分は日本語である。
3. KIMI NI MUNE KYUN (EXTENDED VERSION) (君に、胸キュン。 (エクステンディッド・ヴァージョン))
4. FIRECRACKER - TONG POO (BONUS TRACK) (ファイアー・クラッカー - 東風（ボーナス・トラック）)
  - イントロは「コンピューター・ゲーム“サーカスのテーマ”」を再現。「東風」のメロディと「ファイアークラッカー」のイントロ部分が部分的に聞こえる。
  - 「ファイアークラッカー」はオリジナルの音源を使用している。

## リリース履歴
| No. | 日付          | 国名 | レーベル                | 規格 | 規格品番 | 最高順位 | 備考 |
| --- | ------------- | ---- | ----------------------- | ---- | -------- | -------- | ---- |
| 1   | 1993年4月21日 | 日本 | アルファレコード / SPIN | CD   | ALCA-475 | -        |      |